# Craterocephalus stercusmuscarum fulvus
Craterocephalus stercusmuscarum fulvus is een ondersoort van de straalvinnige vissen uit de familie van de koornaarvissen (Atherinidae). De wetenschappelijke naam van de soort is voor het eerst geldig gepubliceerd in 1987 door Ivantsoff, Crowley & Allen.